# Nija Charles
Nija Charles, profissionalmente conhecida como Nija (nascida em de 20 de outubro de 1997) é uma compositora e produtora musical. Charles começou sua carreira profissional na música em 2017 compondo músicas para Beyoncé e Jay-Z ("Heard About Us" e "LoveHappy"); Cardi B com participação especial de SZA ("I Do"); Cardi B com participação especial de Kehlani ("Ring"); Lady Gaga & Ariana Grande ("Rain on Me"); e Chris Brown com participação especial de Drake ("No Guidance"). Ela é contratada da Universal Music Publishing Group.

## Biografia
Charles passou a ter interesse pela música quando era criança, observando seu tio e tia experimentar no software de produção musical Fruity Loops. Em 2016, ela ingressou Instituto Clive Davis de Música Gravada  na Universidade de Nova Iorque onde ela praticou suas habilidades de produção e composição. Durante o segundo semestre de seu segundo ano, Charles conheceu seu empresário atual, Christian McCurdy. Ele a introduziu a J Grand, responsável pela divisão de A&R da RCA, que a fez voar para Los Angeles para trabalhar com produtores e outros executivos de A&R da indústria fonográfica. Charles continuou fazendo viagens curtas entre Los Angeles e Nova Iorque a cada duas semanas, o que permitiu que pudesse trabalhar com música em Los Angeles enquanto ainda frequentava suas aulas em Nova Iorque. Charles saiu do Instituto Clive Davis de Música Gravada em 2017  depois de assinar um contrato com a Universal Music Publishing Group. Como compositora e produtora, as músicas de Charles obtiveram certificação de platina, tendo escrito e produzido músicas para Beyoncé, Jay-Z, Chris Brown, Cardi B, SZA, Kehlani, Lady Gaga, Ariana Grande e Jason Derulo. Charles foi colocada na lista "Future 40" do BET de 2020, que é uma lista das "40 vanguardas mais inspiradoras e inovadoras que estão redefinindo o que significa ser assumidamente jovem, talentoso e negro".

## Discografia de composições
Créditos adaptados de Tidal.
| Year | Artist(s)                 | Song                                                                         | Album                                           |
| ---- | ------------------------- | ---------------------------------------------------------------------------- | ----------------------------------------------- |
| 2017 | Kid Ink                   | "F with U (participação especial de Ty Dolla $ign)"                          | 7 Series (EP)                                   |
| 2017 | Lecrae                    | "Lucked Up (participação especial de Nija)"                                  | All Things Work Together                        |
| 2017 | Chris Brown               | "Pull Up"                                                                    | Heartbreak on a Full Moon                       |
| 2017 | Flo Rida                  | "Hola (participação especial de Maluma)"                                     | FR5*                                            |
| 2017 | Daniel Skye               | "Stuck On You (participação especial de PnB Rock)"                           | -                                               |
| 2018 | Jason Derulo              | "Colors (hino promocional da Coca-Cola para a Copa do Mundo FIFA de 2018)"   | -                                               |
| 2018 | Cardi B                   | "Ring (participação especial de Kehlani)"                                    | Invasion of Privacy                             |
| 2018 | Cardi B                   | "I Do (participação especial de SZA)"                                        | Invasion of Privacy                             |
| 2018 | Tone Stith                | "Light Flex (participação especial de 2 Chainz)"                             | Uncle Drew (Original Motion Picture Soundtrack) |
| 2018 | The Carters               | "Heard About Us"                                                             | Everything Is Love                              |
| 2018 | The Carters               | "LoveHappy"                                                                  | Everything Is Love                              |
| 2018 | Christian Lalama          | "Tic Toc"                                                                    | -                                               |
| 2018 | Kid Ink                   | "Cana (participação especial de 24 Hrs)"                                     | -                                               |
| 2018 | Bia                       | "Blue Bank"                                                                  | Nice Girls Finish Last: Cuidado - EP            |
| 2018 | Bia                       | "Vibes On Me (participação especial de Kodak Black)"                         | Nice Girls Finish Last: Cuidado - EP            |
| 2018 | Bia                       | "Drown In My Cup"                                                            | Nice Girls Finish Last: Cuidado - EP            |
| 2018 | Meek Mill                 | "Uptown Vibes (participação especial de Fabolous & Anuel AA)"                | Championships                                   |
| 2018 | Meek Mill                 | "On Me (participação especial de(featuring Cardi B)"                         | Championships                                   |
| 2018 | Meek Mill                 | "24/7 (participação especial de Ella Mai)"                                   | Championships                                   |
| 2018 | 21 Savage                 | "A&T (participação especial de City Girls)"                                  | I Am > I Was                                    |
| 2019 | Sean Paul                 | "Shot & Wine (participação especial de Stefflon Don)"                        | -                                               |
| 2019 | ELHAE                     | "Sanctuary (participação especial de Big Krit)"                              | Trouble In Paradise                             |
| 2019 | Loren Gray                | "Options"                                                                    | -                                               |
| 2019 | PnB Rock                  | "How It Feels"                                                               | TrapStar Turnt PopStar                          |
| 2019 | DJ Khaled                 | "Celebrate (participação especial de Travis Scott & Post Malone)"            | Father of Asahd                                 |
| 2019 | Anitta com Major Lazer    | "Make It Hot"                                                                | Music Is the Weapon                             |
| 2019 | Chris Brown               | "No Guidance (participação especial de Drake)"                               | Indigo                                          |
| 2019 | Chris Brown               | "Emerald/Burgundy (participação especial de Juvenile & Juicy J)"             | Indigo                                          |
| 2019 | Chris Brown               | Tank)"                                                                       | Indigo                                          |
| 2019 | Mustard                   | "Surface (participação especial de Ella Mai & Ty Dolla Sign)"                | Perfect Ten                                     |
| 2019 | Beyoncé                   | "Water (participação especial de Salatiel & Pharrell)"                       | The Lion King: The Gift                         |
| 2019 | Beyoncé                   | "My Power (participação especial de Nija, Tierra Whack & Moonchild Sanelly)" | The Lion King: The Gift                         |
| 2019 | Summer Walker             | "Come Thru (participação especial de Usher)"                                 | Over It                                         |
| 2019 | Summer Walker             | "Potential"                                                                  | Over It                                         |
| 2019 | Summer Walker             | "Tonight"                                                                    | Over It                                         |
| 2019 | Summer Walker             | "Like It (participação especial de 6lack)"                                   | Over It                                         |
| 2019 | Summer Walker             | "Something Real (participação especial de Chris Brown & London on da Track)" | TBA                                             |
| 2019 | Jacquees                  | "Out The Ordinary"                                                           | King of R&B                                     |
| 2019 | Jacquees                  | "New New"                                                                    | King of R&B                                     |
| 2019 | Jason Derulo              | "Be the One"                                                                 | 2Sides (Side 1)                                 |
| 2020 | Sean Paul                 | "Calling on Me (participação especial de Tove Lo)"                           | TBA                                             |
| 2020 | A Boogie wit da Hoodie    | "Calm Down (Bittersweet)"(participação especial de Summer Walker)            | Artist 2.0                                      |
| 2020 | Megan Thee Stallion       | "Hit My Phone (participação especial de Kehlani)"                            | Suga                                            |
| 2020 | Dvsn                      | "Keep It Going"                                                              | A Muse In Her Feelings                          |
| 2020 | Trey Songz                | "Back Home (participação especial de Summer Walker)"                         | TBA                                             |
| 2020 | Kehlani                   | "F&MU"                                                                       | It Was Good Until It Wasn't                     |
| 2020 | Kehlani                   | "Can You Blame Me (participação especial de Lucky Daye)"                     | It Was Good Until It Wasn't                     |
| 2020 | Kehlani                   | "Open (Passionate)"                                                          | It Was Good Until It Wasn't                     |
| 2020 | Lady Gaga & Ariana Grande | "Rain on Me"                                                                 | Chromatica                                      |
| 2020 | Teyana Taylor             | "69"                                                                         | The Album                                       |
| 2020 | Teyana Taylor             | "Bare Wit Me"                                                                | The Album                                       |
| 2020 | Teyana Taylor             | "Try Again"                                                                  | The Album                                       |
| 2020 | Chloe x Halle             | "Intro"                                                                      | Ungodly Hour                                    |
| 2020 | Chloe x Halle             | "Forgive Me"                                                                 | Ungodly Hour                                    |
| 2020 | H.E.R.                    | "Do To Me"                                                                   | A ser divulgado                                 |
| 2020 | Maroon 5                  | "Nobody's Love"                                                              | A ser divulgado                                 |